# Sixt Eberhard von Kapff
Sixt(us) Eberhard Kapff, ab 1818 von Kapff, (* 4. Oktober 1774 in Göppingen; † 31. August 1851 in Stuttgart) war ein Jurist, Staatsbeamter und Innenminister des Königreichs Württemberg.

## Herkunft
Das württembergische Geschlecht  Kapff zählte seit dem 15. Jahrhundert zur württembergischen Ehrbarkeit. Als Stammvater der Kapffs gilt der Bürger Claus Schenk († circa 1463) aus Schorndorf, der ein illegitimer Sohn von Friedrich III. Schenk von Limpurg (1362–1414) war.
Sixt Eberhard Kapff kam als Sohn des Göppinger Diakons Ulrich Kapff (* 1739; † 1780) und der Elisabethe geborene Käuffelin (* 1746; † 1828) zur Welt und wuchs mit vier Geschwistern auf.

## Werdegang
Nach dem frühen Tod seines Vaters kam der Halbwaise Sixt Eberhard Kapff zu seinem Onkel, dem Klosteroberamtmann Hehl, nach Adelberg. Kapff besuchte die Lateinschule in Göppingen und absolvierte danach eine Schreiberlehre. Nach der Ausbildung arbeitete er bei seinem Onkel Hehl in der Schreibstube in Calw. Sodann nahm Kapff ein Studium der Rechtswissenschaften an der Universität Tübingen auf, welches er mit der Promotion zum Dr. jur. abschloss. In Yverdon versah er die Stelle eines Hofmeisters, ehe er sich als Rechtsanwalt in Calw niederließ und zum Oberjustizprokurator aufstieg. Im Jahre 1806 wurde Kapff Oberauditor bei der Infanterie der Württembergischen Armee in Stuttgart. Als solcher nahm er an den Einsätzen der württembergischen Felddivision in den Napoleonischen Kriegen gegen das Königreich Preußen (1806/1807), gegen das Kaisertum Österreich (1809) und am Russlandfeldzug (1812) teil. Als Oberamtmann kam er 1815 nur kurzzeitig  an die Spitze der Verwaltung des Oberamts in Rottweil. Danach war Kapff wieder in Stuttgart Direktor des Oberkriegsgerichts und Oberrekrutierungsrat.

## Politik
Als Ersatzkandidat für den aus der Zweiten Kammer der Württembergischen Landstände ausgeschiedenen Karl Adam Taglieber wurde Kapff bei der Nachwahl im Oberamt Mergentheim Mitglied des zweiten ordentlichen Landtags von 1823 bis 1824.
Seine Karriere im württembergischen Staatsdienst führte Kapff  über den Rang eines Staatsrats zum Mitglied im Geheimen Rat und Leiter des Departements des Innern und des Kirchen- und Schulwesens. Diese Funktion, die nach heutigen Maßstäben dem eines Innen- und Kultusministers entsprach, übte Kapff vom 3. Januar 1831 bis zum 3. April 1832 aus. Nachdem er der Verwaltung des Departments im April 1832 enthoben worden war, blieb er weiterhin im Geheimen Rat tätig, bis er am 4. Mai 1833 in den Ruhestand trat.

## Privatleben
Sixt Eberhard Kapff war evangelisch und heiratete 1822 Margarethe Gaupp geborene Heigelin (* 1783;  † 1848), die Witwe des Landtagsabgeordneten Gottlob Gaupp.

## Ehrungen
- 1818 Ritterkreuz des Ordens der Württembergischen Krone[1], welches mit dem persönlichen Adelstitel (Nobilitierung) verbunden war
- 1830 Kommenturkreuz des Ordens der Württembergischen Krone[2]

## Veröffentlichungen
- Bemerkungen über den Entwurf eines Straf-Gesetzbuchs für das Königreich Würtemberg, nebst einem Versuch über den Zweck und Maßstab der Strafe und über die Strafarten. J. G. Cotta’sche Buchhandlung, Stuttgart 1836  (Das Werk ist anonym erschienen)
- Beiträge zu der landständischen Berathung des Entwurfs eines Straf-Gesetzbuchs für das Königreich Würtemberg.  J. G. Cotta’sche Buchhandlung, Stuttgart 1838 (Das Werk ist anonym erschienen)